# 池辺棟三郎

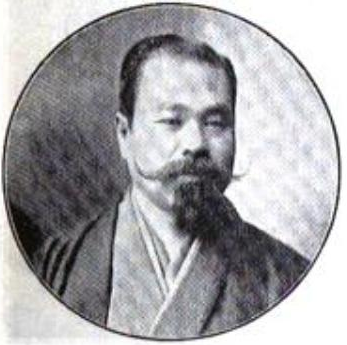
池辺棟三郎

池辺 棟三郎（池邊、いけべ とうざぶろう、1858年3月10日（安政5年1月25日） - 1926年（大正15年）4月13日）は、明治から大正時代の医師。宮中顧問官。旧姓は渡邊。

## 経歴
渡邊建節の二男として豊後国（現大分県）に生まれ、1888年（明治21年）5月、池辺田村の養嗣子となり家督を相続する。1871年（明治4年）加藤賢成の門に入り漢学を修め、1873年（明治6年）大分町英学校、豊前中津において英語を研鑽したのち上京しドイツ人・ヒュルゲルマイステルに従いドイツ語を修めた。同年9月、東京外国語学校に進んだのち、翌年3月、帝国大学医学部に入り、1886年（明治19年）10月に卒業し、医学士の称号を得た。卒業後は帰郷し、大分県立甲種医学校教授兼同県立病院副院長となり、1888年（明治21年）3月、富山県立病院院長に転じ、翌年2月、同県第一回薬舗試験委員嘱託となり、1892年（明治25年）より1905年（明治38年）まで14年間に渡り東京医術開業試験委員を務めた。ついで1895年（明治28年）には医学の視察のために欧米に渡り、翌年帰朝した。
1894年（明治27年）宮内省侍医局に転じ、1897年（明治30年）侍医、1919年（大正8年）侍医頭を経て、1924年（大正13年）宮中顧問官となった。ほか、東洋生命保険医務局長などを歴任した。